# Антоній Роман
Антоній Роман (10 вересня 1892 , Варшава  — 28 квітня 1951 , Варшава ) — польський державний діяч, дипломат, міністр промисловості та торгівлі в уряді Феліціяна Славоя Складковського, сенатор п'ятої каденції Другої Республіки Польща, прихильник масонства.

## Життєпис

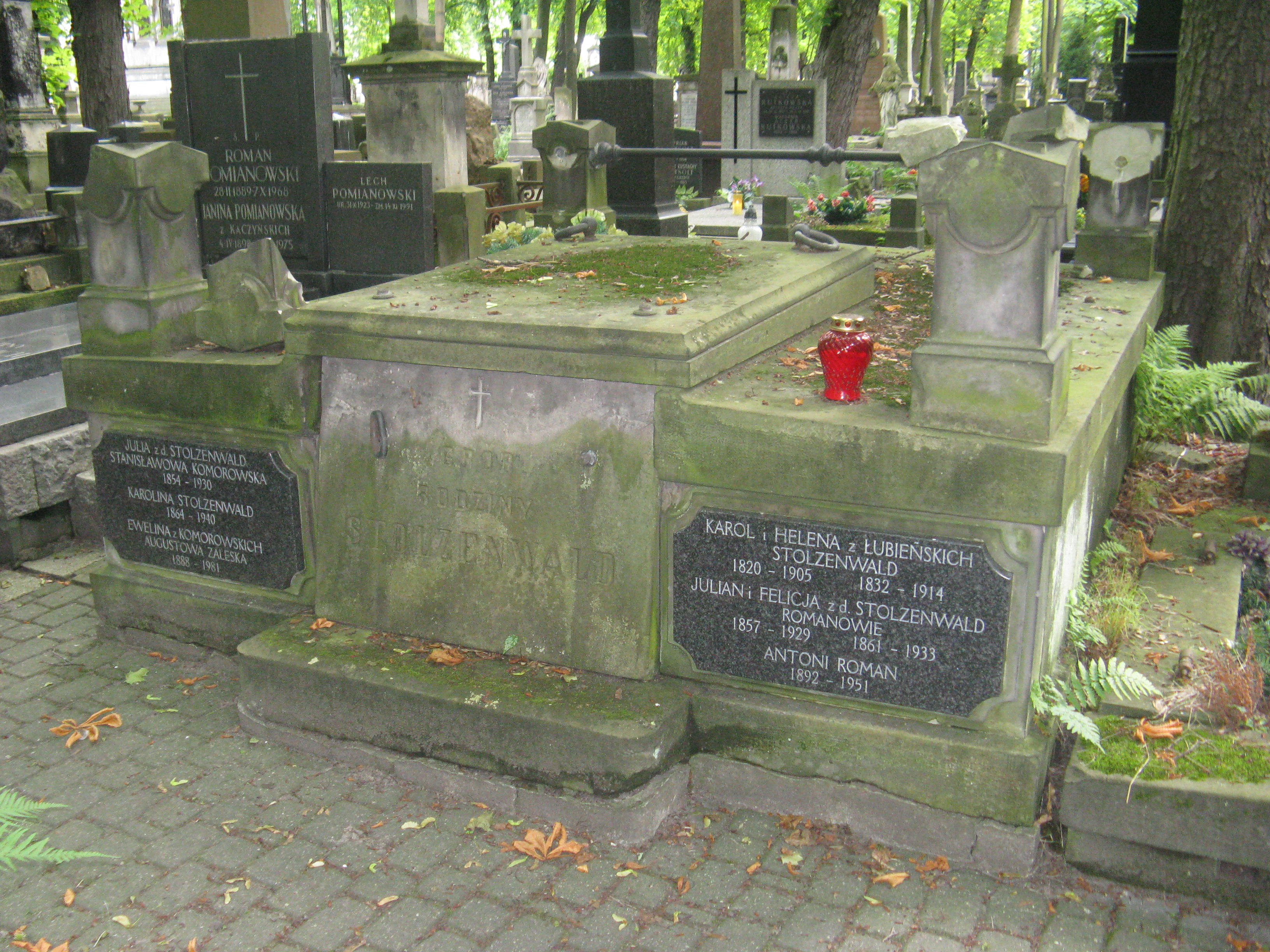
Могила Антонія Романа на Повонзківському цвинтарі.

Був сином Юліана (інженера) та Феліції, яка походила із роду Штольценвальдів. Він навчався у гімназії генерала Павла Хшановського у Варшаві, склав випускні іспити в російській гімназії в Празі (1910). Згодом розпочав навчання в Берлінському технічному університеті, але його навчання було перервано початком Першої світової війни. У 1915 р. оселився в Петербурзі, працював службовцем і був активним діячем Асоціації польських промисловців і купців у Росії; у 1918 р. повернувся до Варшави. Став референтом у міністерстві промисловості й торгівлі, 1919 р. перейшов на роботу в міністерство закордонних справ; був консульським секретарем і віце-консулом у Нью-Йорку, у 1922 році брав участь у міжнародній конференції в Генуї. У 1922—1926 роках навчався на факультеті права та економіки Познанського університету. Три місяці 1923 року працював у Міністерстві праці та соціального забезпечення, потім повернувся до Міністерства закордонних справ; був еміграційним аташе при Генеральному комісаріаті РП у Вільному місті Данцигу (Гданськ). У 1927 році він опублікував брошуру «Політична система вільного міста Данциг (Гданськ)» .
У 1927 році він знову став чиновником МЗС у Варшаві, працював у Кабінеті міністра, був головою Департаменту та радником з економічних питань. Брав участь у багатьох дипломатичних переговорах. Крім того, він викладав політичну економію в Школі політичних наук у Варшаві (спершу був асистентом, а згодом — професором), в Інституті комерційних і східних досліджень, а також у Львівському національному університеті імені Івана Франка (1932—1934), викладав лекції з «міжнародні економічні системи»). У 1933 році він став членом Тимчасового дорадчого та наукового комітету. У 1934—1936 роках був послом з надзвичайних ситуацій і повноважним міністром Республіки Польща в Стокгольмі. На початку травня 1936 року, на прохання Юзефа Бека, він був призначений заступником державного секретаря в Міністерстві закордонних справ, але йому не вдалося приступити до нових обов'язків, оскільки 15 травня він отримав портфель промисловості і торгівлі в кабінеті Феліціяна Славоя Складковського. Він обіймав посаду до 30 вересня 1939 року, додатково засідаючи в Сенаті Республіки Польща з 1938 року, запропонований президентом Ігнацієм Мосьціцьким. У промовах, на засіданнях бюджетної комісії сейму та сенату, висловлював симпатії до дрібної промисловості. У травні 1939 року він відкрив польський павільйон на Всесвітній виставці в Нью-Йорку.
Під час війни знаходився у Румунії, супроводжуючи міністра Юзефа Бека. Після війни повернувся до Польщі і влаштувався на роботу в Міністерство промисловості і торгівлі, був радником у цьому міністерстві, пізніше в Міністерстві зовнішньої торгівлі. В останні роки життя хворів на цукровий діабет.
Був одружений з Марією (1900—1977), сестрою дипломата Мацея Заленського; у них не було дітей.
Помер у Варшаві і похований на Повонзківському цвинтарі у Варшаві (діл. 30-4-13,14).

## Ордени та нагороди
- Командорський хрест Ордена Відродження Польщі (10 листопада 1933)[4][5]
- Офіцерський хрест Ордена Відродження Польщі (27 листопада 1929) [4][6]
- Золотий Хрест Заслуги (12.07.1929)[7]
- Медаль «Десятиліття відновленої незалежності»[4]
- Орден Корони 1-го ступеня (Бельгія) [4]
- Орден Білої зірки 1 ступеня (Естонія, 1937)[8]
- Орден Полярної Зірки 1 ступеня (Швеція) [4]
- Орден Леопольда II (Бельгія) [4]
- Орден Почесного легіону 2-го ступеня (Франція) [4][9]
- Орден Святого Сави 2-го ступеня (Югославія) [4]
- Орден «За громадянські заслуги» 2-го ступеня (Болгарія, 1932) [4][10]
- Орден Громадянських заслуг 2-го ступеня (Іспанія) [4]
- Орден Корони Румунії 2-го ступеня (Румунія, 1933)[11]
- Орден Вази 2-го ступеня (Швеція, 1934)[9][12]
- Орден Вази 3-го ступеня (Швеція) [4]
- Орден Зірки Румунії 3 ступеня (Румунія) [4]
- Орден Корони Румунії 3-го ступеня (Румунія) [4]
- Орден Орлиного хреста 3 ступеня (Естонія, 1933) [4][13]
- Орден Трьох Зірок (Латвія, 1937)[14]